# Magdalena Matschina
Magdalena Matschina, född 23 mars 2005, är en tysk rodelåkare.

## Karriär
Vid VM 2025 i Whistler tog Matschina brons tillsammans med Dajana Eitberger i dubbel samt silver tillsammans med Dajana Eitberger, Hannes Orlamünder och Paul Gubitz i mixeddubbel.